# Super-Meier
Super-Meier (im Original Superlópez) ist der Name einer im Jahr 1973 erschaffenen Comicfigur des spanischen Zeichners Juan López Fernández, genannt Jan, die Superman parodiert. Die gleichnamige Comicserie umfasst bislang 55 Alben sowie 11 Sammelbände und erschien auch auf Katalanisch als Super Llopis, auf Dänisch als Superdan, auf Norwegisch als Superegon, auf Schwedisch als Super Nilsson und auf Deutsch als Super-Meier.
Herausgeber der deutschen Ausgabe war der Condor Verlag, der 12 Alben (Band Nr. 01–12 (1980–1986)) sowie einige Sammelbände publizierte. Weiterhin wurde noch Band Nr. 14 ins Deutsche übersetzt (herausgegeben von einem Fan-Projekt mit Genehmigung des Zeichners als Heft und als Download).

## Kurzbeschreibung der Figuren
Herr Meier alias Super-MeierGeboren auf dem Planeten Krückton (hat sich als Einjähriger selbst mit einer Rakete auf die Erde geschossen), adoptiert und aufgewachsen bei der Familie Meier-Benz. Er wohnt in einem kleinen Apartment in der Heldengedenk-Straße in Rüpelsheim. Außerdem hat er im ewigen Eis noch eine Zufluchtsstätte, die Villa Meier. Von Beruf ist er Büroangestellter in der T.R.O.T Werbeagentur im 20. Stockwerk. Er ist verlobt mit der Sekretärin Monika Hosenspitz.
Frl. Monika HosenspitzSie ist verlobt mit Meier und weiß nichts von seiner Geheimidentität als Super-Meier. Monika Hosenspitz kann sehr aufbrausend werden, wenn ihr etwas gegen den Strich geht. Sekretärin von Big Boss/Chef.
Hans-Detlev MüllerMüller ist Bürokollege und ewig intrigierender Konkurrent von Meier.
Big Boss/Chef („El jefe“)Der Direktor der T.R.O.T Werbeagentur.
Die Super-GruppeCaptain Hau-Ruck, Das Dingsbums, Die unglaubliche Alice, Superdose, und Der Magier bilden die Super-Gruppe.
Der Super-SchurkeSein Gesicht hat noch nie jemand zu sehen bekommen. Er heckt im Verborgenen Pläne aus, um die Super-Gruppe zu zerschlagen und die Weltmacht an sich zu reißen.
Professor Obscuro („Escariano Avieso“)Obscuro ist ein genialer, aber meist sehr zerstreuter Erfinder. Sein Erfindungsgeist und seine kriminelle Energie sind unglaublich. Er arbeitet gelegentlich mit Al Kanone zusammen.
Al Kanone („Al Trapone“)Er ist ein Bandenchef, der nie genug Geld haben kann. Das Oberhaupt der Gangster in der Umgebung hat seine Hand fast überall im Spiel.
Kommissar Schnuffel („Inspector Hólmez“)Der ewig in die falsche Richtung kombinierende Polizist und Schnüffler hat mit seiner Logik schon Kultstatus erreicht. Er ist der Vater von Marion.
Marion Schnuffel („Martha Hólmez“)Die beste Freundin von Super-Meier hat ihm schon oft in brenzligen Situationen geholfen. Ihr Hobby ist das fragwürdige Sammeln von Geldsäcken, die sie bei regelmäßigen Banküberfällen höchstpersönlich einsackt. Ihr Vater ist Kommissar Schuffel.

## Entstehungsgeschichte
„Super-Meier ist ein stinknormaler, gewöhnlicher Superheld, der die ganze Power, Superpower und Extrapower hat, die jeder gewöhnliche Herr Meier gerne hätte, um seinen Alltagsfrust loszuwerden. Er ist wie der Herr Müller, Schmidt oder Kunze aus dem Supermarkt, vom Gemüsehändler, dem Frisör oder aus dem Büro. Jeder von uns ist einer dieser Supermeiers. Aber Vorsicht! Wenn wir uns wünschen, schnell mal über den verschmutzten Himmel über der Stadt zu fliegen, müssen wir uns bewusst sein, dass es nur unsere Phantasie ist, die da fliegt, und nicht wir …“
Super-Meier/Super-Lopez ist ein spanisches Comic, das ursprünglich als Parodie auf Superman und andere amerikanische Superhelden geboren wurde, und aus dem bald mehr als das wurde. Mit giftiger Kritik an der Gesellschaft und surrealem Humor wurden alltägliche Situationen zu absurder Extremität getrieben. Super-Meier wurde 1973 erfunden, aber die erste Ausgabe der Ole!-Serie wurde 1979 veröffentlicht. Zeichner Juan Lopez Fernandez hat den Charakter erfunden, aber Francisco Perez Navarro schrieb die Skripte für die ersten drei Alben.
1973 wurde Super-Meier/Super-Lopez geboren. Die Euredit-Redaktion beauftragte Juan Lopez Fernandez, „Jan“ damit, eine Parodie auf Superman zu zeichnen. Der Charakter war dem späteren Super-Meier schon sehr ähnlich, aber die Gags und Storys waren auf eine Ein-Seiten-Schwarz-Weiß-Bildergeschichte beschränkt.
1974 und 1975 zeichnete Jan Super-Meier für die Bruguera-Redaktion, gefolgt von Skripten, die andere Leute schrieben. Diese waren unabhängige, und auch eher unwichtige Ein-Seiten-Abenteuer.
1978 läutete Jan eine neue, und bis heute bestehende Super-Meier-Ära ein. Francisco Perez Navarro, „Effepe“ schrieb die Skripte für eine bekloppte Parodie auf eine Art schusseligen Superman. Er ist ebenfalls ein Außerirdischer, vom Planeten Krückton (Chiton). Sein wirklicher Name ist Jo-Con-El. In diesem ersten Album Abenteuer von Super-Meier werden ein paar Freunde vorgestellt, Hans-Detlev Müller (Jaime Gonzalez), Monika Hosenspitz (Luisa Lanas) und Feinde wie Der Galaktische Gladiator (El gladiador galactico), Der große Reflektor (Luz luminosa), der seine Feinde mit dem Licht blendet, das von seiner Glatze reflektiert, oder Zyklon, ein riesiger Roboter aus Kaugummi.
Die nächsten beiden Alben waren Parodien auf Superhelden-Teams (The Avengers, The Defenders, Fantastic Four etc.), Captain Hau Ruck, Das Dingsbums, Die unglaubliche Alice, Superdose und Der Magier sind eine Parodie auf Captain America, The Thing, Wonder Woman, High-Tech-Robots und Dr. Strange.
1980 gab es einen neuen Abschnitt in der Super-Meier-Geschichte. “Effepe” verließ das Superteam und Jan war nun der einzige Autor, der die Skripte schrieb. Album Nr. 4, Die Außerirdischen, eröffnete diesen neuen Abschnitt, in dem sein „S“ ein anderes Aussehen bekam um sich, wegen rechtlicher Probleme mit DC-Comics, mehr vom Superman-S zu unterscheiden. Es ist eine verrückte, absurde Story (Abgestürzte Aliens werden für elektrische Heizöfen gehalten, 3000 flüchtige Gefangene überfallen eine Bank, ein Dampfraumschiff …)
Die Beliebtheit von Super-Meier wuchs und 1981 wurde in der Oye-Mira-Serie, veröffentlicht von Bruguera und Belter erschien Comic Superheroes. Das Lied SuperLopez, gesungen von der Kinderband Regaliz eröffnete die LP.
1985 erschien ein neues Comic-Magazin, das nur in drei Ausgaben herauskam. Das letzte Abenteuer von Super-Meier für Bruguera wurde dort veröffentlicht, Band 9, La Gran Superproduccion.
1987 übernahm Edicions die verschwundene Redaktion und das neue Album nannte sich Band 10, Al Centro de la Tierra, nach dem gleichnamigen Jules-Verne-Roman. Von nun an wurde das Comic-Magazin wieder regelmäßig herausgegeben. Die neuen Abenteuer von Super-Meier haben eine bessere Farbe, mehr Kontinuität und das lehrreiche Ziel, die Welt zu zeigen (Japan, Bulgarien, Mexico …) und einen humoristisch-kritischen Blick für aktuelle Themen (Gewalt bei Fußballspielen und bei Sport im Allgemeinen, Internet, Drogen, Spielsucht, Krieg …). In Band 8,Pandora’s Box, gab es einen bildungstechnischen Hintergrund, mit dem Versuch, antike Mythologien zu erklären.
2018 kam in Spanien eine Verfilmung mit Dani Rovira in die Kinos und hatte über 1,5 Millionen Zuschauer.

## Bände
1. Aventuras de Superlópez (1980)
2. El supergrupo (1980)
3. ¡Todos contra uno, uno contra todos! (1981)
4. Los alienígenas (1981)
5. El señor de los chupetes (1981)
6. La semana más larga... (1981)
7. Los cabecicubos (1983)
8. La caja de Pandora (1984)
9. La gran superproducción (1985)
10. Al centro de la Tierra (1987)
11. Cachabolik Blues Rock y El fantasma del museo del Prado (1988)
12. En el país de los juegos, el tuerto es el rey... (1988)
13. El génesis de Superlópez (1989)
14. El asombro del robot y Una vez, en una ciudad... (1989)
15. Los petisos carambanales y otras petisoperías (1989)
16. Los cerditos de Camprodón (1990)
17. Periplo búlgaro y El tesoro del conde Arnau (1990)
18. La banda del dragón despeinado (Yakuza) y La bomba (1990)
19. Hotel Pánico y La cosa del pantano, el flautista de Hamelín y otras soserías (1991)
20. Un camello subió al tranvía en Grenoble y el tranvía le está mordiendo la pierna (1991)
21. El tesoro del Ciuacoatl (1992)
22. Los ladrones de ozono (1992)
23. El castillo de arena (1993)
24. La aventura está en la esquina (1993)
25. Tyrannosaurus sect (1994)
26. Los gemelos Superlópez (1995)
27. La acera del tiempo (1995)
28. El infierno (1996)
29. Los gemelos Superlópez: Vamos a ver elefantes... (1996)
30. Los cybernautas (1997)
31. El supercrack (1997)
32. Las minas del rey Soplomón (1998)
33. 25 años de Superlópez (1999)
34. Otra vez lady Araña (1999)
35. La guerra de lady Araña (2000)
36. Adiós lady Araña (2000)
37. El dios del bit (2001)
38. El caserón fantasma (2002)
39. Nosotros los Papino (2002)
40. El gran botellón (2003)
41. El patio de tu casa es particular (2003)
42. Monster chapapote (2004)
43. Las montañas voladoras (2004)
44. Tras la persiana... (2005)
45. Gritad, gritad, malditos... (2005)
46. La casa amarilla (2006)
47. La feria de la muerte (2006)
48. Politono Hamelín (2007)
49. Hipotecarión (2007)
50. Iba caminando... (2007)
51. En busca del templo perdido... (2008)
52. La brújula esdrújula (2008)
53. Tú, robot... (2009)
54. La biblioteca inexistente (2009)
55. ¡A toda crisis! (2010)